# Матей Икономов
Матей Спасов Иконо̀мов (7 януари 1871 – 10 март 1960) е български драматичен актьор, драматург, режисьор, театрален деец и педагог, основател на театрални трупи в различни градове, удостоен със званието „народен артист“ през 1955 г.

## Биография
Роден е на 7 януари 1871 г. в Сопот в семейството на свещеника Спас Икономов.
Кариерата му на актьор започва най-напред в театър „Основа“ в София през 1887 г. Участва през 1889 г. в пътуващата трупа на Антон Попов. През периодите 1892 – 1895 г. и 1897 – 1900 г. се изявява на сцената на театър „Сълза и смях“. Организира театър в Разград през 1895 г., театралната трупа „Живот“ в Русе през 1896 г. и любителски театрални трупи в Карлово, Сопот и Пазарджик.
Участва в Първата световна война като запасен поручик, заведующ прехраната на Девети пехотен пловдивски полк. За отличия и заслуги през втория период на войната е награден с орден „За заслуга“.
Заедно със съпругата си Маня Икономова създават основите на „Съвремен театър“, който пропагандира творчеството на Максим Горки, Николай Островски, Уилям Шекспир, Хенрик Ибсен, Герхарт Хауптман, Лев Толстой. Матей Икономов специализира театрално дело две години в Милано, и за около една година пребивава в Дрезден, Виена и Москва, където се среща и черпи опит от Константин Станиславски. Възпитава много български драматични артисти.

## Театрална дейност
По-известни негови роли са:
- Федя Протасов от „Живият труп“ на Лев Толстой
- Актьора от „На дъното“ на Максим Горки
- Хелмер от „Нора“ на Хенрик Ибсен
- Нещастливец от „Лес“ на Николай Островски
- Яго от „Отело“ на Уилям Шекспир
- Огнянов от „Под игото“ на Иван Вазов

Автор е на 14 исторически и социални драми:
- „Последната молба“ (1899)
- „Под новото иго“ (1923)
- „Баща и син“ (1924)
- „Да живее лъжата“ (1927)
- „Освобождение. Най-силните“ (1928)
- „Съдът на Симеона“ (1928)
- „За свободата“, по романа „Под игото“ (1933)